# 태평중학교
태평중학교(太平中學校)는 대한민국 경기도 성남시 수정구 태평동에 있는 공립 중학교이다.

## 학교 연혁
- 1998년 1월 15일 : 태평중학교 설립 인가(24학급 인가)
- 1998년 3월 2일 : 개교
- 1998년 3월 2일 : 초대 김영식 교장 취임
- 1998년 3월 3일 : 신입생 8학급 352명 입학
- 2001년 2월 2일 : 제1회 338명 졸업
- 2018년 3월 1일 : 혁신학교 1년차 운영
- 2019년 2월 2일 : 제19회 234명 졸업(누계 6,301명)
- 2022년 3월 1일 : 혁신학교 재지정 5년차 운영
- 2023년 3월 1일 : 제9대 백숙종 교장 취임
- 2024년 1월 9일 : 제24회 220명 졸업
- 2024년 3월 4일 : 제27회 신입생 7학급 198명 입학

## 참고 자료
- 태평중학교 - 한국교육학술정보원 학교알리미